# Романівське болото
Рома́нівське боло́то — пам'ятка природи, ботанічний заказник загальнодержавного значення (від 26. 03. 1979 року). Розташований поблизу села Романівки Святошинського району міста Києва, в долині річки Любка (права притока річки Ірпінь), а також у 1-му кварталі Святошинського лісництва Святошинського лісопаркового господарства.
Площа 30 га. Створений з метою збереження, охорони, а також використання у естетичних, оздоровчих, наукових та природоохоронних цілях, як одне з небагатьох боліт у Київській області, що збереглось та має багату флору, яка нараховує близько 300 видів у тому числі червонокнижних.

## Флора

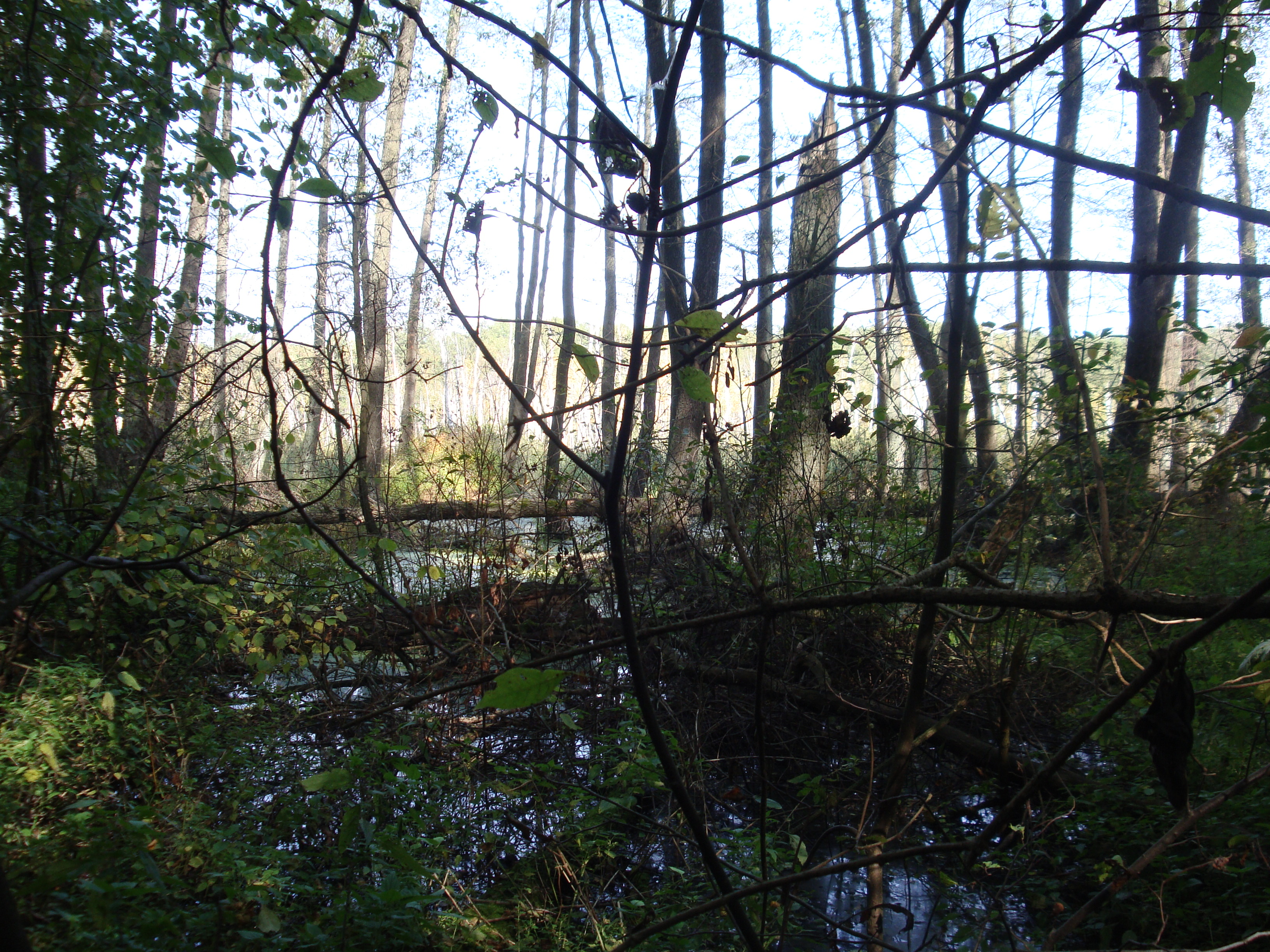
Романівське болото у вересні

Серед вищих рослин болота тут налічується близько 100 видів. Серед представників цієї флори тут поширені такі типові болотні види, як журавлина болотна, образки болотяні, осоки — зближена, здута, гостроподібна та ситничкова, бобівник трилистий, теліптерис болотний, смовдь болотяна, осока побережна, комиш лісовий, куничники — сіруватий та непомітний, лепешняки — великий та складчастий, очерет звичайний, тонконіг болотний, щавель прибережний та інші. Загальна кількість болотних рослин налічує близько 25 видів.

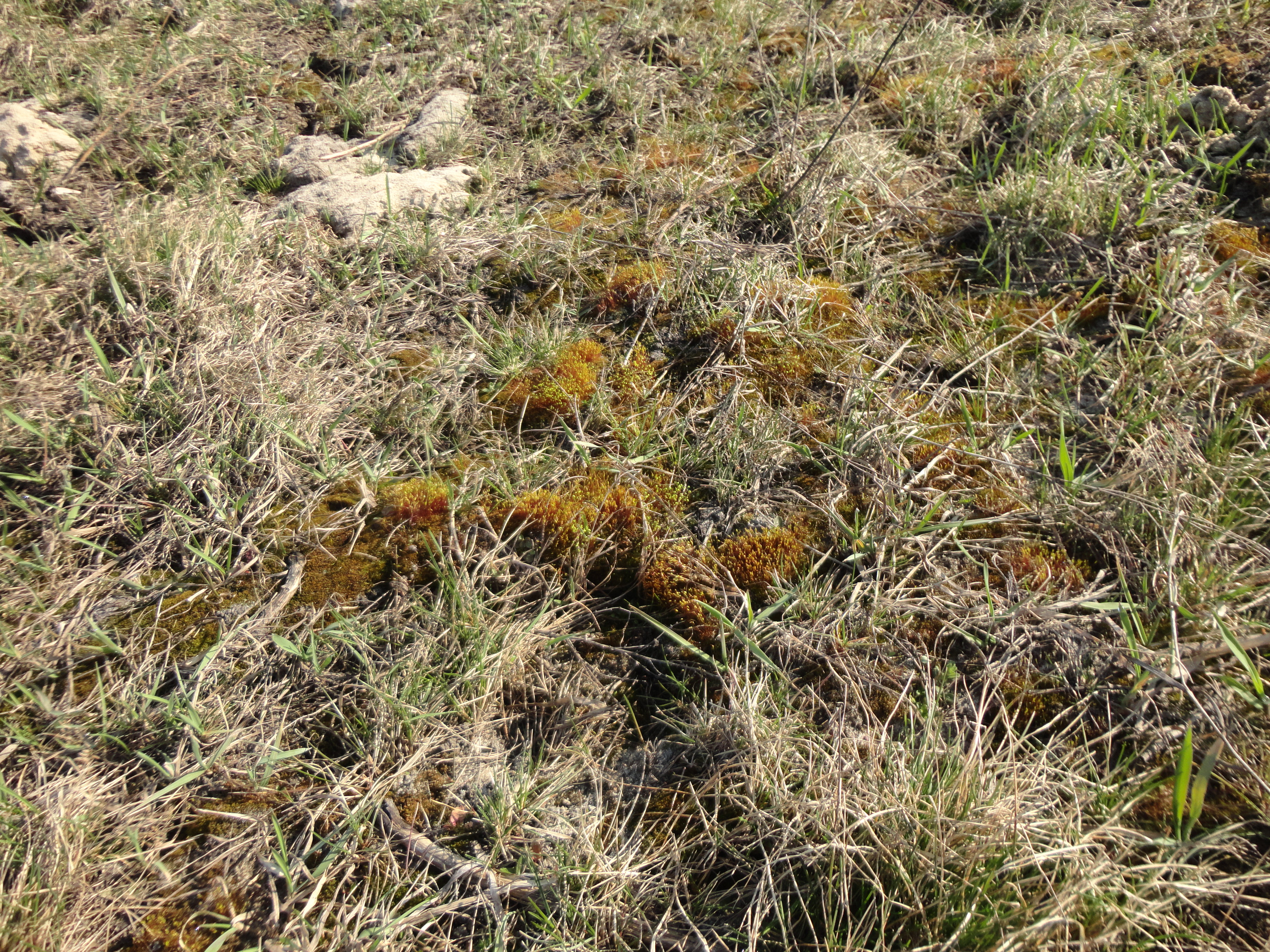
Мохи

Досить багатою тут є видова різноманітність болотно-лучної рослинності, яка налічує понад 40 видів. Зокрема тут можна побачити такі види: герань болотна, чистець болотний, щучник дернистий, молінія голуба, родовик лікарський, стожильник сумнівний, білозір болотний, синюха голуба — цінна лікарська рослина, журавлина болотна, вовче тіло та інші рідкісні види.
Оскільки більша частина озера евтрофна, тут переважають угруповань осоки зближеної з іншими видами осоки (здута, гостроподібна та ситничкова), до яких домішується типове болотне різнотрав'я — хвощ річковий, гравілат річковий, жовтець повзучий та багато інших.
Окрім цього на межі з лісом тут можна побачити угрупованнями таких рослин: вільха чорна, (яка росте у домішку з осикою), береза пухната, верба п'ятитичинкова, горобина звичайна, калина, крушина ламка та смородина чорна.

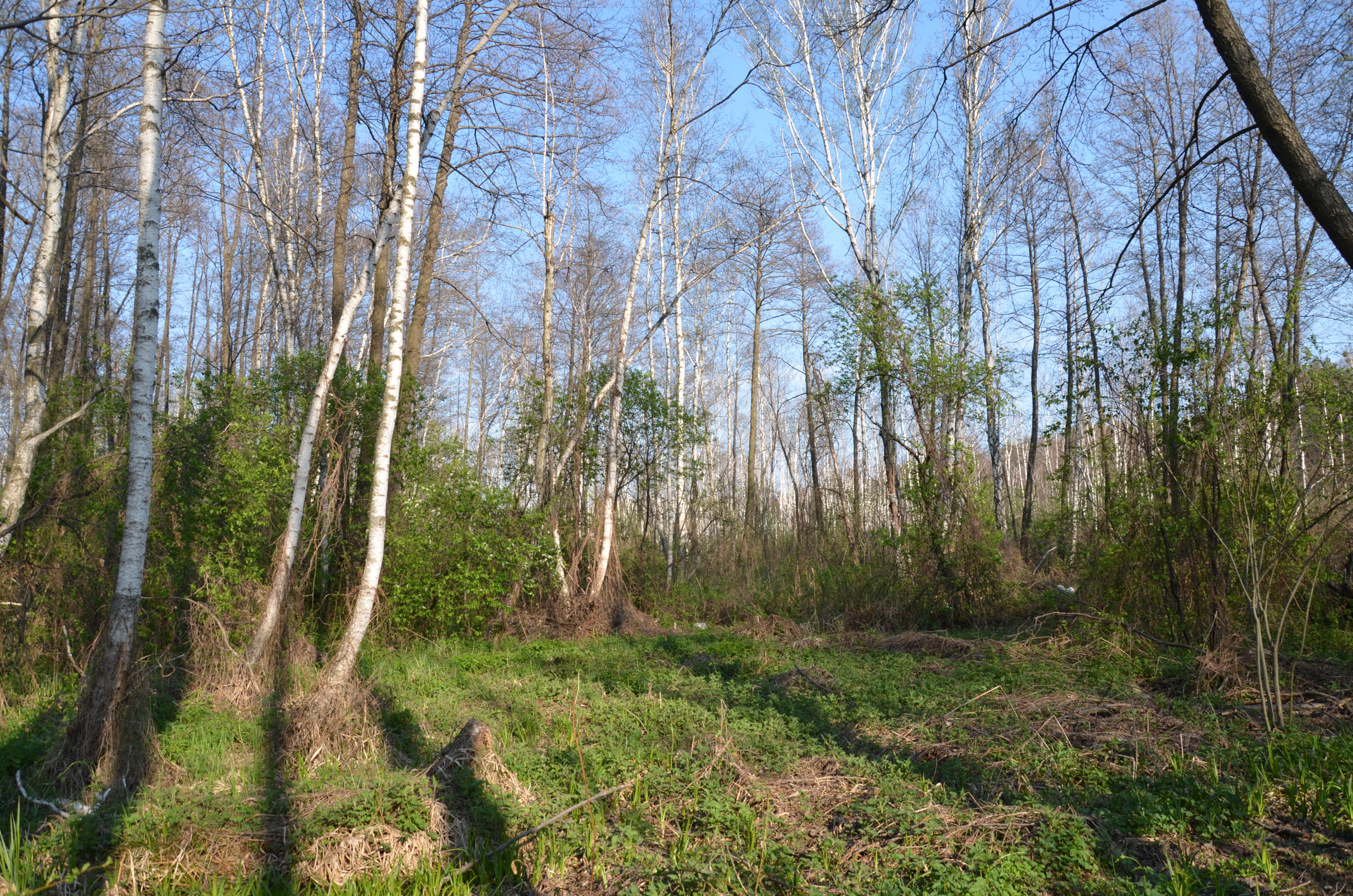
Романівське болото

Важливе природоохоронне значення має занесений до Червоної книги реліктовий вид дніпровського зледеніння — мох гелодій Бландова (Helodium blandowii (F.Weber et D.Mohr) Warnst.) з родини туїдієвих, який є надзвичайно вразливим та вважається зникаючим у лісопарковій зоні Києва. Інший вид, який також занесений до Червоної книги,— береза низька (Betula humilis Schrank). Це вразливий реліктовий вид, який потребує охорони. Окрім цього тут трапляється рідкісний бореальний вид осока дводомна (Carex dioica L.) та шолудивник королівський (види, занесені до Червоної книги України).
Серед цінних лікарських рослин тут поширені синюха голуба, бобівник трилистий та перстач прямостоячий.

## Охорона
На території заказника забороняється будь-яка діяльність, яка призводить або може призвести ло погіршення стану навколишнього природного середовища та зниження рекреаційної цінності території пам'ятки природи, та інша діяльність, що може негативно вплинути на стан природних комплексів.
Романівське болото є одним з небагатьох збережених в природному стані евтрофних боліт на півдні Українського Полісся. Воно розміщене в заплаві невеликого ручая Любка, правої притоки р. Ірпінь, яка впадає в р. Дніпро. З боку с. Романівка болото межує із дубово-сосновим лісом з багатим флористичним складом та з заплавою    р. Ірпінь.

## Галерея

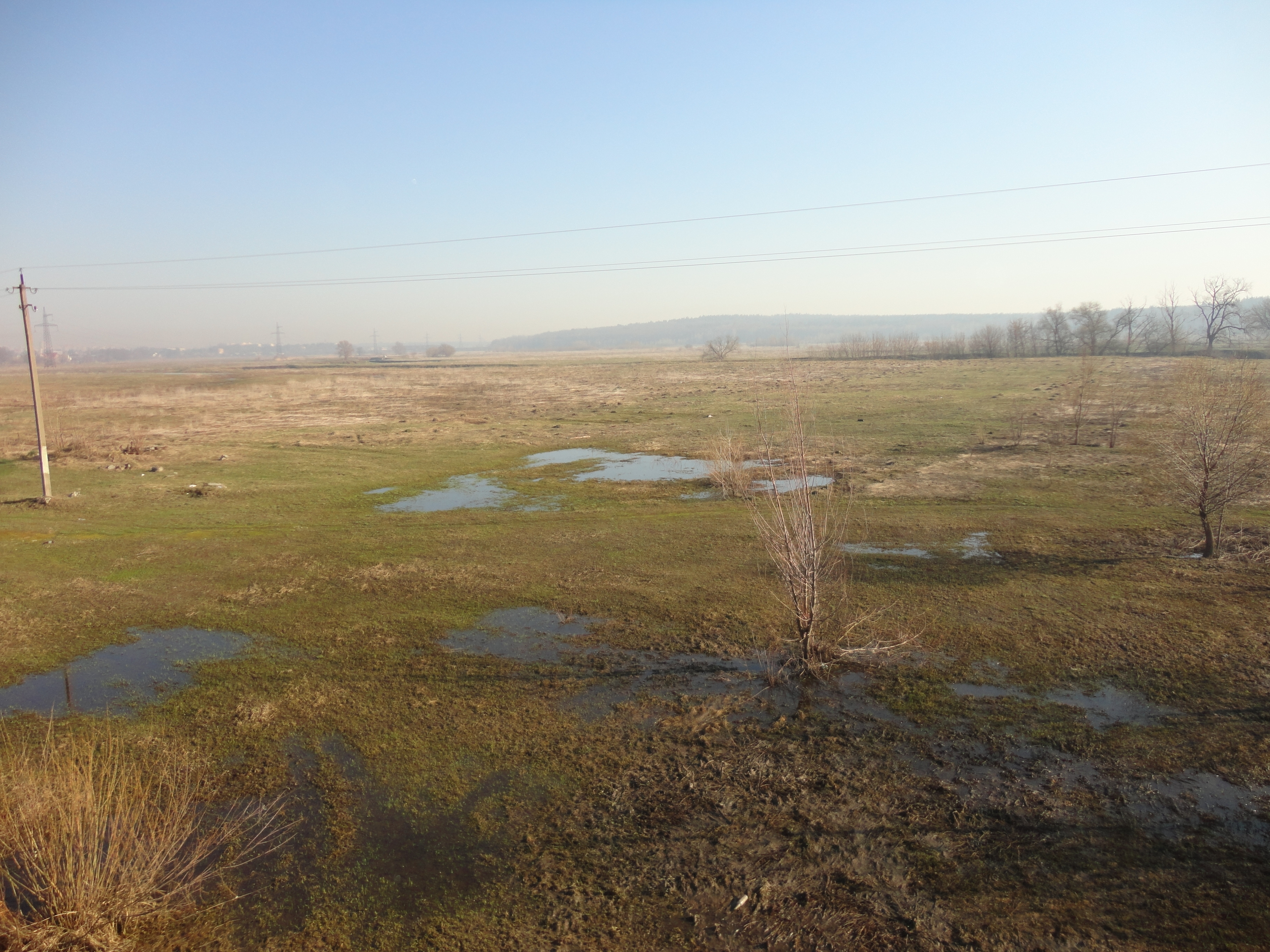
Весна на романівському болоті
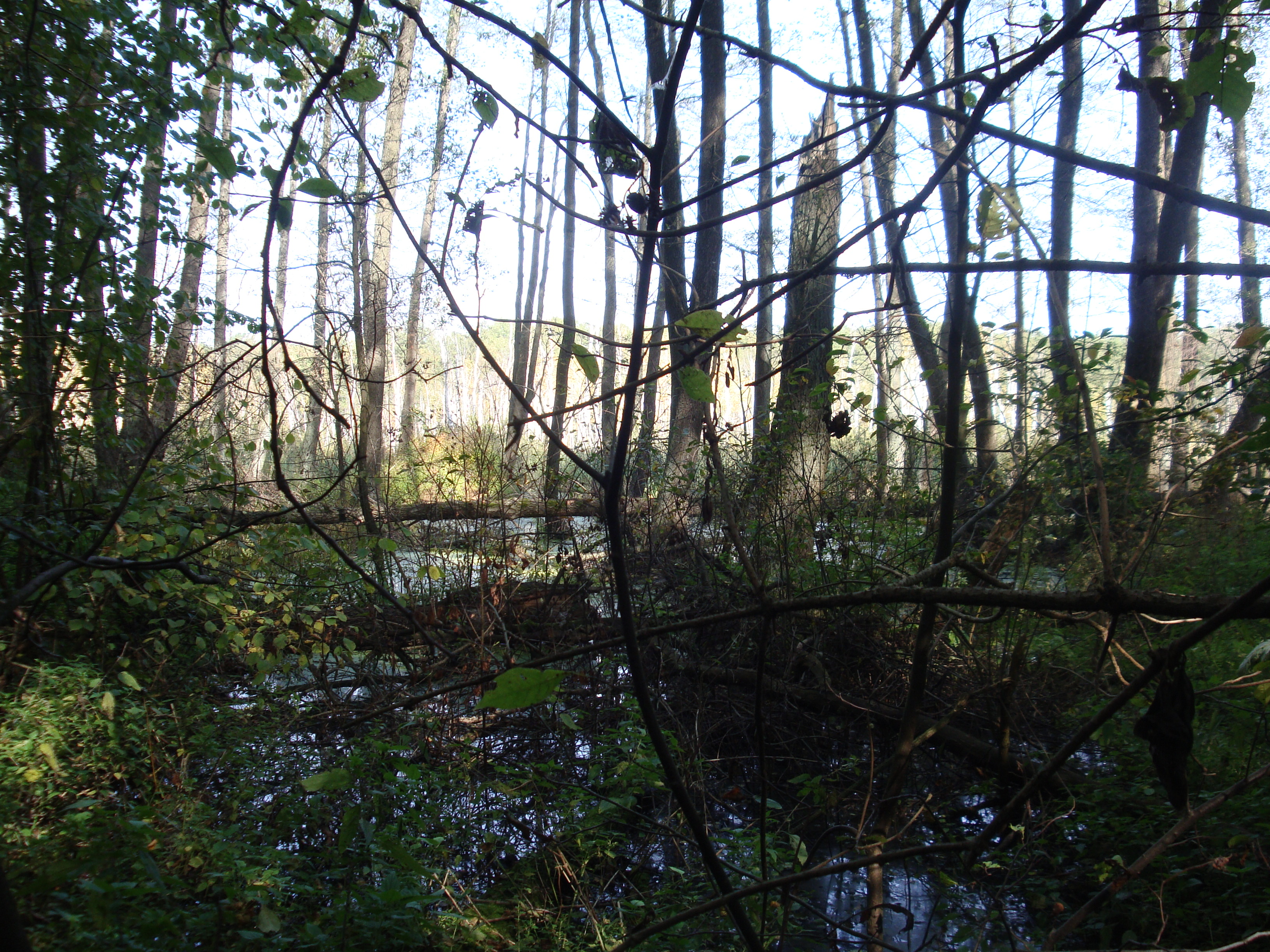
Романівське болото. Вересень
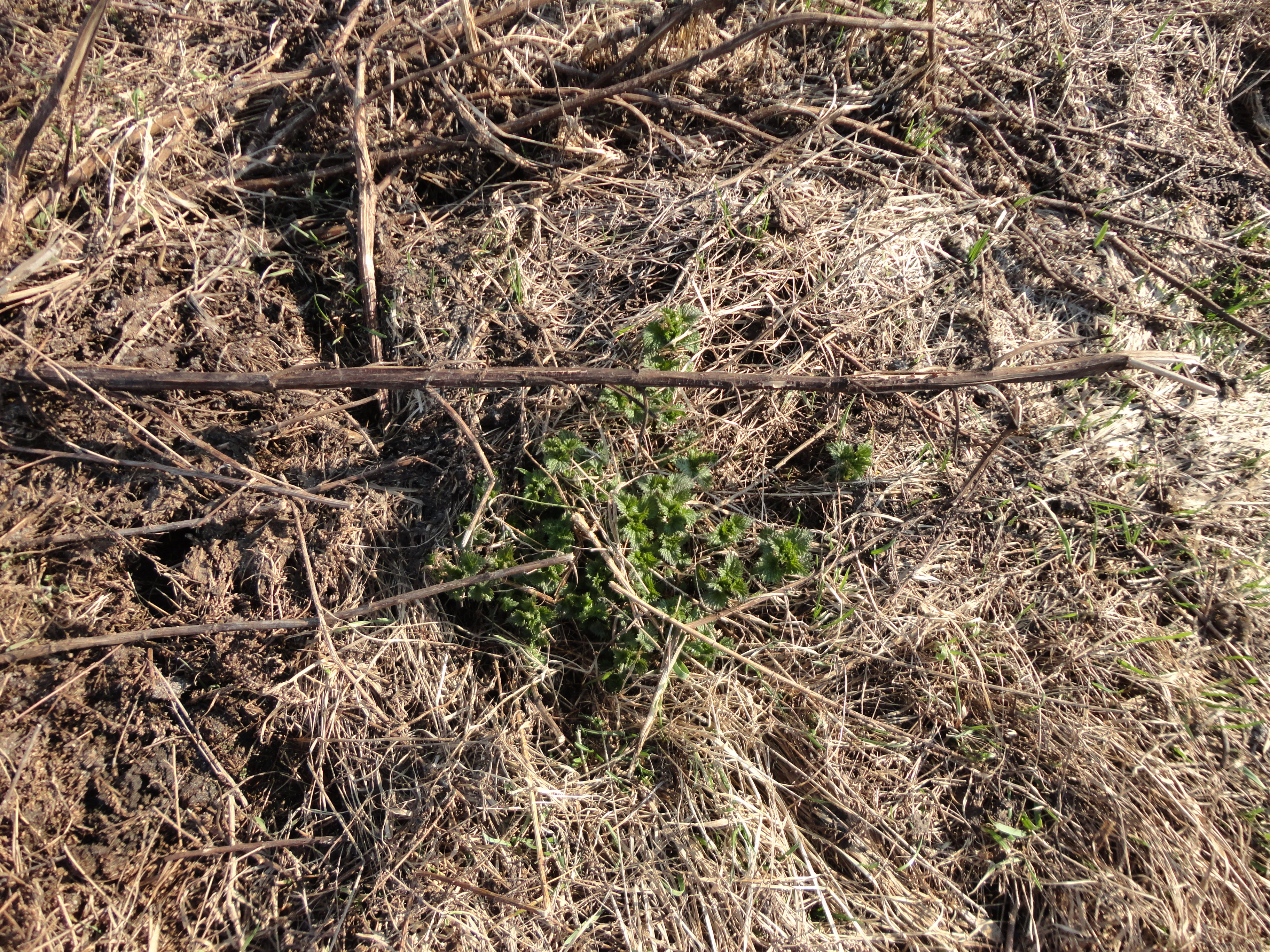
Романівське болото
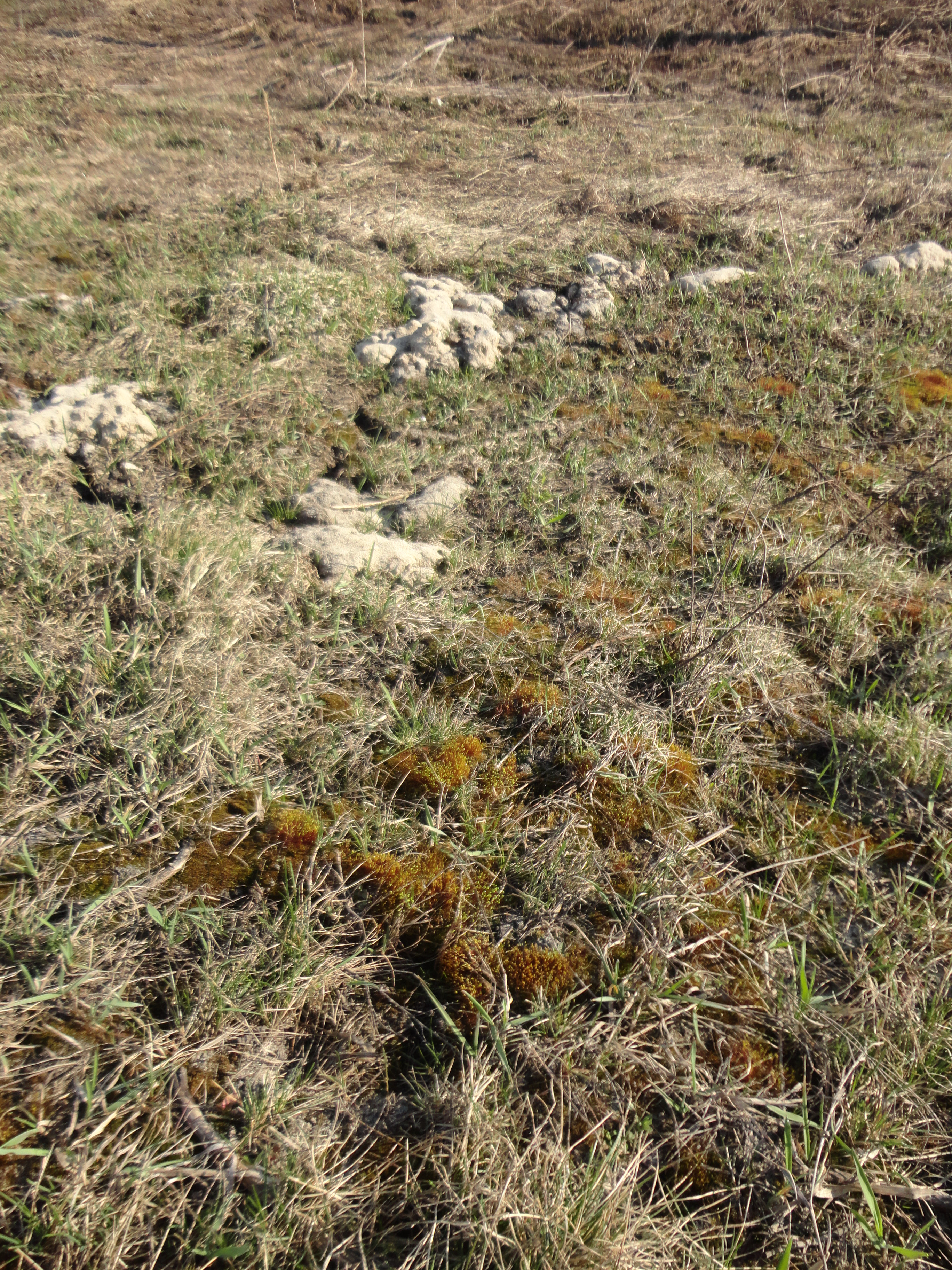
Болотяні мохи весною
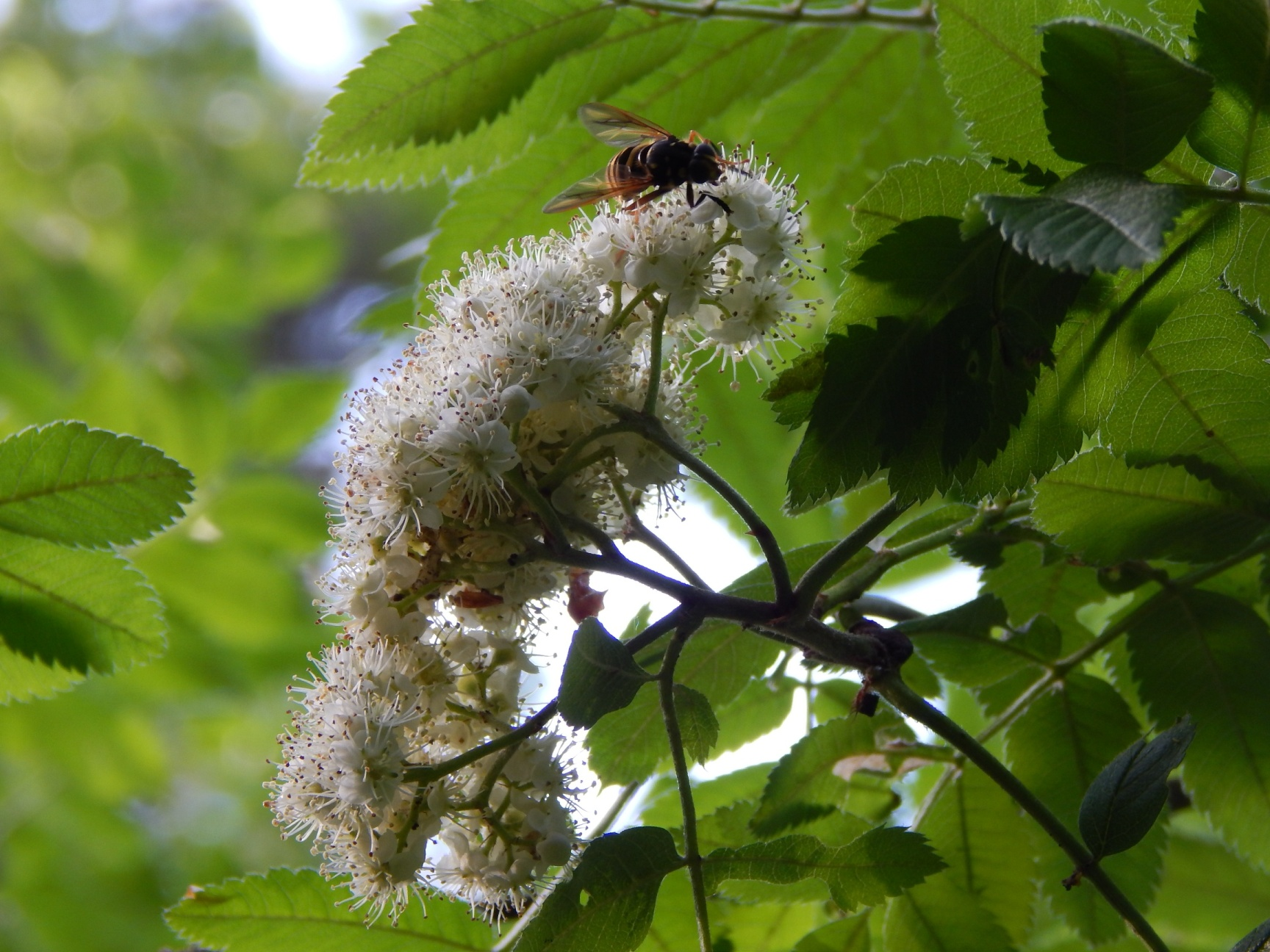
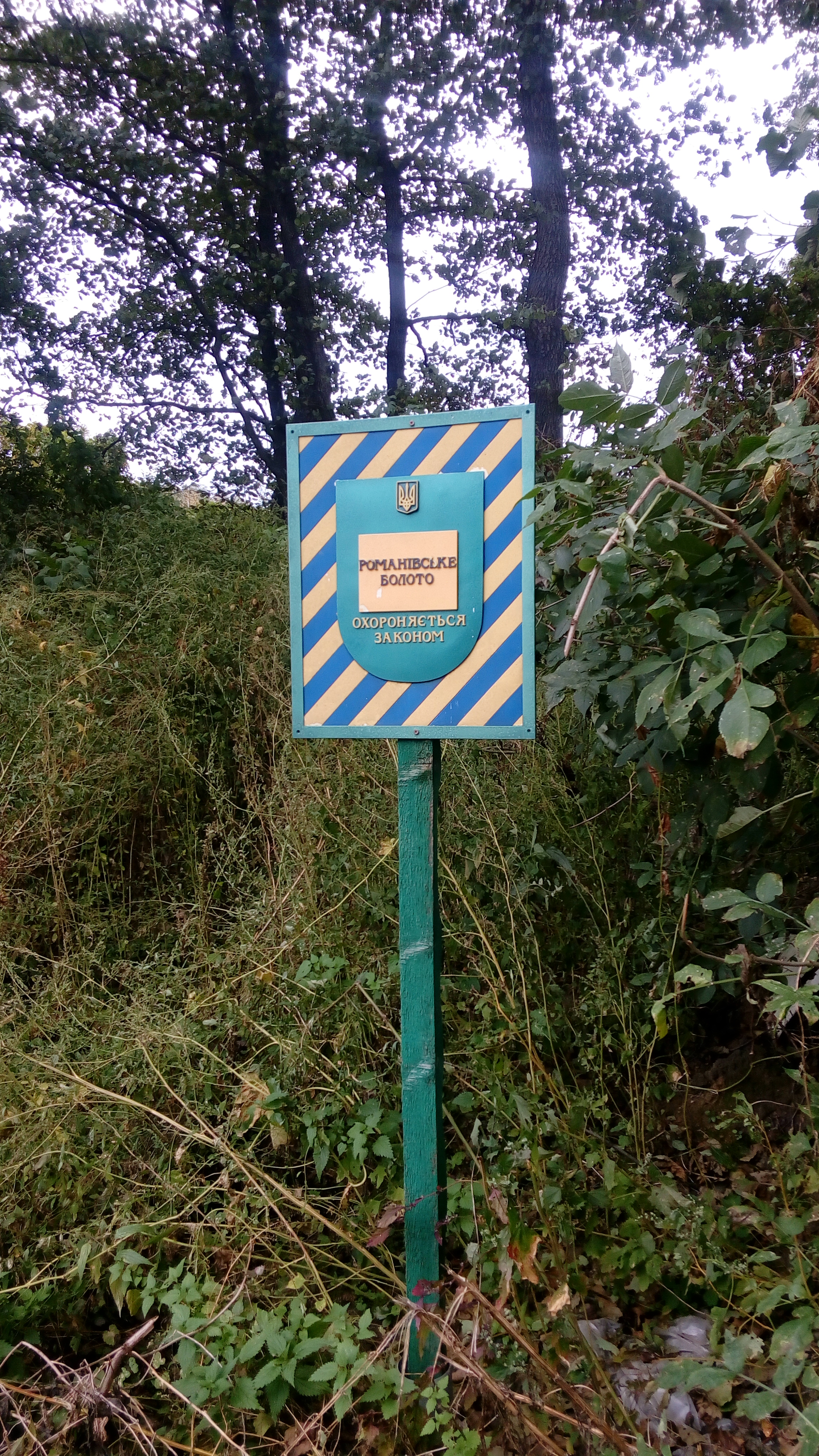